# Bihastina
Bihastina es un género de polilla perteneciente a la familia Geometridae, descrito por primera vez por Louis Beethoven Prout en 1916 con distribución endémica en Papúa Nueva Guinea y otras islas vecinas.

## Descripción
Los palpos son cortos y delgados, la lengua presente. Las antenas cuentan con ciliación extremadamente diminuta. La tibia posterior con todos los espolones desarrollados. El ala anterior con su costa casi recta, el ápice es agudo, el termen curvo, con dientes puntiagudos en SC, R1, R3.: Notas 1 
Tiene gran parecido con el género Hastina del que se distingue en la doble areola y el punto de origen del SC1 del ala anterior. Se distingue del género Asthena en la forma de sus alas.

## Especies
El género Bihastina cuenta con tres especies reconocidas:
- Bihastina albolucens Prout, 1916
- Bihastina aurantiaca (Prout, 1926)
- Bihastina eurychora (Prout, 1928)
- Bihastina subviridata (Bethune-Baker, 1915)
- Bihastina viridata (Warren, 1906)

### Especies anteriores
- Bihastina argentipuncta (Warren, 1906)
- Bihastina papuensis (Warren, 1906)